# Garagem Hermética

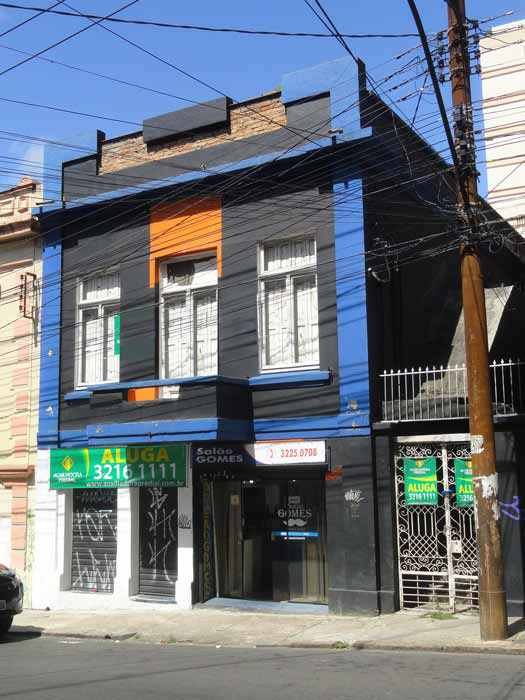
Aperçu du Garagem Hermética.

Le Garagem Hermética est un bar et une salle de concert de Porto Alegre, au Brésil, situé entre les quartiers Bom Fim et Independência, à la Rua Doutor Barros Cassal, 386.

## Histoire
Le Garagem Hermética est fondé en 1992 par Leo Felipe et Ricardo Kudla, qui en ont assuré la gestion jusqu'en 2000, date à laquelle il est vendu à Fernando Nazer. La salle est connue pour ses soirées axées sur le monde du rock alternatif, où des centaines de groupes se produisaient. Le Garagem (comme l'appellent ses habitués) fait partie du circuit underground et présente un décor à thème, avec des couvertures de magazines et des affiches sur les murs. Il était fréquenté par un public très varié, segmenté en rockers. Le Garagem Hermética, qui accueille toujours des concerts de rock, mène également un certain nombre de projets sociaux. Il ferme ses portes en 2013, après 21 ans d'existence.
Toujours en 2013, Leo Felipe publie le livre A Fantástica Fábrica, qui raconte l'histoire de son célèbre bar. Selon Daniel Feix, dans un article pour Zero Hora, « les souvenirs du Velho Garagem concernent le sexe, la drogue et l'ivresse vécus par au moins deux générations de jeunes gens pleins de cette énergie que [Leo] synthétise simplement sous le nom de roquenrol. [...] Les artistes, les cinéastes, les musiciens, les étudiants et tous ceux qui ont eu un orteil dans l'underground de Porto Alegre dans les années 1990 ont une histoire avec le manoir de Barros Cassal ». Fernando Rosa, éditeur du magazine Senhor F, déclare que le bar est « l'une des légendes urbaines du rock de Porto Alegre et même du rock national ». L'actrice Cléo de Páris laisse un témoignage éloquent sur l'atmosphère du Garagem et l'importance qu'il a prise tant pour les personnes qui l'ont fréquenté que pour la culture locale : « Le Garagem Hermética n'était pas seulement un bar, c'était un volcan à la lave incandescente qui nous donnait le meilleur et le pire, en tant qu'artistes agités et fous. Nous étions de la poésie pure, de la poésie sublime et de la poésie de donjon. Nous étions la beauté pure, la beauté magique et la beauté sombre. Garagem a fait de nous les pionniers d'un espace au-delà des médias, au-delà du conformisme, au-delà des publicités pour la margarine. C'est là que nous avons révolutionné et que nous nous sommes révolutionnés nous-mêmes, dans nos pensées et nos attitudes, en montrant toujours nos visages. Là, au milieu de ces murs inadéquats, nous étions des dieux, des visionnaires et des gens ordinaires ».